# Michael Arne
Michael Arne (ur. około 1740 w Londynie, zm. 14 stycznia 1786 tamże) – angielski kompozytor.

## Życiorys
Syn Thomasa, być może przybrany. Ze względu na ciągłe choroby matki został wychowany przez ciotkę, Susannę Ciber. Uzdolniony muzycznie już jako dziecko, w 1750 roku wydał swój pierwszy zbiór pieśni pt. The Floweret. Występował jako klawesynista i organista w teatrach i różnych miejscach publicznych, m.in. w Vauxhall Gardens. W 1762 roku poślubił śpiewaczkę Elizabeth Wright. Parał się alchemią, zainwestowawszy w nią znaczne środki finansowe popadł w długi i w 1769 roku został osadzony za niewypłacalność w więzieniu. Po wyjściu na wolność odbył w latach 1771–1772 podróż do Niemiec. W 1772 roku poprowadził pierwsze niemieckie przedstawienie Mesjasza G.F. Händla. W 1775 roku wyjechał do Dublina, gdzie znów zaczął zajmować się alchemią i ponownie trafił z tego powodu do więzienia za długi. Po zwolnieniu wyjechał w 1777 roku do Londynu, gdzie komponował na potrzeby Covent Garden Theatre. Opublikował traktat Lessons for the Harpsichord (1761).
Skomponował 9 oper, w tym Cymon (wyst. 1767). Był też autorem przeszło 250 pieśni.